# 杜源 (演员)
杜源（1957年4月7日—），男，黑龙江省哈尔滨市人，中国大陆影视演员。毕业于中央戏剧学院，为一级演员。1999年凭借电影《草房子》获第19届中国电影金鸡奖最佳男配角。1982年任黑龙江电影制片厂演员，1992年任广州军区战士话剧团演员，2001年任广州话剧团演员。
主要作品：
- 话剧《李自成进京》饰李岩
- 电影《新中国第一案》饰林克俭
- 《草房子》饰桑乔
- 电视剧《英雄无悔》饰王建民
- 《大雪无痕》饰马局长
- 《警察世家》饰肖局长
- 《绝不放过你》饰陆书记
- 《玉观音》饰老潘
- 《天高地厚》饰荣汉俊
- 《雄关漫道》饰贺龙 [1][2][3][4]